# Herb gminy Subkowy
Herb gminy Subkowy – symbol gminy Subkowy.

## Wygląd i symbolika
Herb przedstawia na tarczy podzielonej z lewa w skos na dwie części – białą i zieloną. Na białym polu umieszczono postać czerwonego gryfa (nawiązującą do znaku napieczętnego Sambora II), trzymającego dwa złote kłosy zboża (symbolizujące urodzajność ziem i rolniczy charakter gminy). Na zielonym polu umieszczono złotą połowę koła wozowego, symbol rolniczej egzystencji miejscowej ludności.